# ヨシュア・アングリスト
ヨシュア・アングリスト（ジョシュア・-、Joshua David Angrist [ˈdʒɔʃuə ˈæŋgrɪst], 	1960年9月18日 - ）は、アメリカ合衆国の経済学者。マサチューセッツ工科大学経済学部教授。2021年グイド・インベンスとともにノーベル経済学賞受賞。

## 来歴
オハイオ州コロンバス出身。1982年オバーリン大学卒業。その後、イスラエル軍の空挺部隊で兵役に就く。1989年にプリンストン大学から経済学の博士号を取得した。ハーバード大学助教授として教鞭を執った後、1991年にエルサレムのヘブライ大学に移籍し、1995年に准教授に就任した。1998年から現職。2018年にWesley Clair Mitchell 客員教授としてコロンビア大学で教鞭を執った。

## 主な受賞歴
- 2011年 ジョン・フォン・ノイマン賞
- 2013年 トムソン・ロイター引用栄誉賞
- 2021年 ノーベル経済学賞

## 参照
- Joshua Angrist | IDEAS/RePEc
- Joshua Angrist